# Emmanuel Todd
Pour les articles homonymes, voir Todd.
Emmanuel Todd, né le 16 mai 1951 à Saint-Germain-en-Laye (Seine-et-Oise), est un historien, anthropologue, démographe et essayiste français.
Il se fait connaître en prédisant l'effondrement de l'Union soviétique dans La Chute finale en 1976. Il publie ensuite plusieurs essais traduits dans de nombreuses langues et dont une grande partie s'appuie sur son hypothèse d'une détermination des idéologies, des systèmes politiques ou religieux par les systèmes familiaux et des variables démographiques.
Ses prises de position sur l'euro, l'Europe, la Russie et le protectionnisme suscitent parfois de vives controverses. La parution de l’ouvrage Qui est Charlie ? en 2015 déclenche un débat important dans la presse et les médias, notamment sur la méthodologie de Todd.
Emmanuel Todd tient des positions pro-russes, notamment pendant l'invasion de l'Ukraine par la Russie au cours de laquelle il reprend des éléments de la désinformation du Kremlin.

## Biographie

### Famille et jeunesse
Emmanuel Todd naît le 16 mai 1951 à Saint-Germain-en-Laye. Il est issu d'une famille comportant plusieurs figures intellectuelles, dont il se dit « héritier culturel ».
Son père est Olivier Todd (1929-2024), écrivain et journaliste, enfant naturel d'une publicitaire britannique, Helen Todd, et d'un architecte juif austro-hongrois, Julius Oblatt, qui ne l'a jamais reconnu. Helen Todd est elle-même la fille naturelle de Dorothy Todd, rédactrice en chef de l'édition anglaise du magazine Vogue dans les années 1920 et homosexuelle revendiquée.
Sa mère, Anne-Marie Nizan (1928-1985), cousine de Claude Lévi-Strauss, est la fille d'Henriette Alphen (1907-1993) et de l'écrivain Paul Nizan (1905-1940). Jean-Paul Sartre est le tuteur d'Anne-Marie Nizan après la mort de son père,, dont il était un ami, et le témoin de son mariage avec Olivier Todd.
Après sa naissance, Emmanuel Todd est confié à ses arrière-grands-parents maternels, Germaine Hesse et Robert Alphen. À l'âge de quatre ans, il part habiter chez ses parents, ce qu'il vit « comme une déportation ».
Lors de sa jeunesse, Emmanuel Todd entretient une relation presque filiale avec Jean-François Revel et une amitié avec Bernard Guetta, son « frère de lait ».
L'historien Emmanuel Le Roy Ladurie, ami de sa famille, lui offre son premier livre d'histoire ; dès l'âge de dix ans, il veut être archéologue.
Emmanuel Todd est le père de quatre enfants, dont l'historien David Todd.

### Études

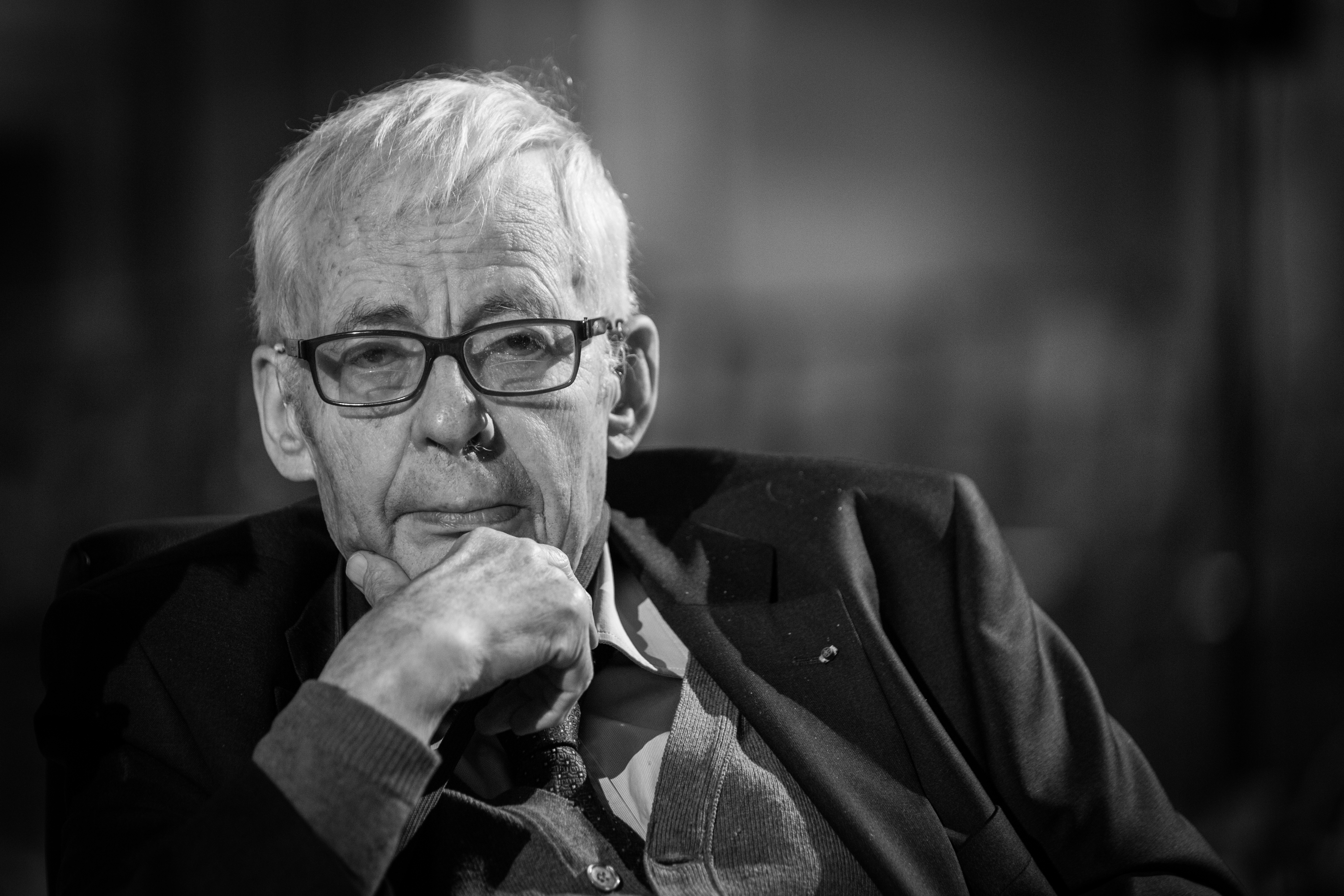
L'historien Emmanuel Le Roy Ladurie, figure fondatrice de l'anthropologie historique, enseignant et inspirateur d'Emmanuel Todd.

Emmanuel Todd fait ses études secondaires au lycée international de Saint-Germain-en-Laye et obtient le baccalauréat en 1968. Cette même année, celle de Mai 68, il adhère brièvement au Parti communiste français (trois de ses grands parents étant communistes et le dernier, social-démocrate).
Il poursuit ses études à l'Institut d'études politiques de Paris et à l'université Paris-Sorbonne où il obtient une maîtrise d'histoire en 1972, puis est envoyé par Emmanuel Le Roy Ladurie, devenu son professeur d'histoire moderne, pour étudier durant trois ans les structures familiales auprès de Peter Laslett et Alan Macfarlane au prestigieux Trinity college de l'université de Cambridge.
Intéressé par les mathématiques et les statistiques, il souhaite se spécialiser en histoire quantitative. Commençant par la démographie historique en plein essor à cette époque, il étudie les phénomènes de fécondité, mariage, mortalité, puis soutient une thèse de doctorat en anthropologie historique sur les communautés paysannes de l'Artois, de la Bretagne, de la Toscane et de la Suède. La famille prise sous l'angle des systèmes familiaux devient alors le cœur de ses recherches.

### Carrière
Malgré sa trajectoire académique, Emmanuel Todd a occupé ensuite une position hétérodoxe au sein du monde universitaire français. Nourrissant une relation complexe et conflictuelle avec son père, Emmanuel Todd a également eu des rapports exécrables avec son directeur de thèse avant de se brouiller avec une partie du milieu intellectuel.
Après ses études, Emmanuel Todd écrit son premier essai, La Chute finale, Essai sur la décomposition de la sphère soviétique, publié en 1976, avec le soutien de Jean-François Revel et Emmanuel Le Roy Ladurie.
Il est journaliste culturel au Monde des livres, chargé de la critique des livres d'histoire de 1977 à 1984,, période pendant laquelle il publie les essais Le Fou et le Prolétaire (1978) et La Troisième Planète. Structures familiales et systèmes idéologiques (1984).
Il dirige la bibliothèque de l'INED à partir de 1984, poste qu'il obtient grâce à Hervé Le Bras et y termine sa carrière au grade d'ingénieur de recherche jusqu'à sa retraite en 2017.

### Contribution d’Emmanuel Todd à la campagne électorale de l'élection présidentielle de 1995
À l'automne 1994, une analyse d'Emmanuel Todd intitulée « Aux origines du malaise politique français » est l'objet du n°67 des Notes de la Fondation Saint-Simon,. Dans cette note commandée par Pierre Rosanvallon, Todd analyse le résultat des élections européennes de juin 1994 et y voit une désynchronisation du conflit politique avec le conflit social,. Il envisage, pour l'élection présidentielle de 1995, l’hypothèse « d'un Jacques Chirac transformé en homme de gauche par la force des choses » afin de récupérer le vote populaire qui ne se porte plus vers le parti socialiste europhile.
À cette période, toute la classe politico-médiatique est persuadée de la prochaine victoire d’Édouard Balladur à l’élection présidentielle, alors que les prévisions de vote pour Jacques Chirac sont au plus bas, au point qu'on évoque le retrait de sa candidature.
En octobre 1994, Jacques Chirac est invité à une soirée du club républicain « Phares et Balises », rassemblant des intellectuels catalogués à gauche, dont Emmanuel Todd,,. À l'instigation de Jean-Claude Guillebaud, Todd présente à Chirac sa thèse d'une gauche déconnectée de sa base populaire et d'une opportunité à saisir pour le RPR.
Jacques Chirac, séduit par l'idée, fait ensuite distribuer plusieurs centaines d'exemplaires de la note de Todd aux parlementaires RPR et s'inspire de ces thèses pour lancer sa contre-offensive,. Chirac teinte sa campagne d’anti-élitisme et d'un langage de gauche : début 1995, Henri Guaino introduit dans les discours de Jacques Chirac l'expression de « fracture sociale », qui lui a possiblement été inspirée par un article de Marcel Gauchet ou un colloque de Jean-Pierre Chevènement,,.
Ce concept de « fracture sociale », qui est une des clés de la remontada et de la victoire de Jacques Chirac, est par la suite fréquemment attribué par erreur à Emmanuel Todd, qui n'a pourtant jamais employé l'expression,,,. Ce célèbre thème de campagne est abandonné par le président Chirac à l'automne 1995, lorsqu'il prend le virage de la réduction des déficits et la maîtrise des dépenses de santé, ce qui suscite une critique acerbe de la part de Todd,,.
Considéré comme le « gourou de Chirac » pour les médias, avec sa note « célèbre »,, devenue « un must » lors de la campagne, Emmanuel Todd accède à la suite de cet épisode à la notoriété médiatique et à une réputation de « prophète politique »,,,.

## Travaux et publications

Un exemple d'explication sociologique ancienne aux variations actuelles de la société française, tiré de L'Invention de la France : les différences de pratique religieuse visibles dans la carte du pourcentage de prêtres jureurs en 1791.

150 ans plus tard, la carte de Fernand Boulard qui distingue les « paroisses chrétiennes » des « paroisses indifférentes », en 1947, est quasiment le négatif de l'image précédente.

Rubén Cabal Tejada note que « Emmanuel Todd affirme n’avoir jamais eu un projet historiographique bien qu’il soit considéré comme un héritier de l’école des Annales » ; il se forge une notoriété en anticipant l'effondrement de l'Union soviétique dans La Chute finale en 1976 à l'âge de vingt-cinq ans. Par la suite, il renouvelle la réflexion anthropologique et politique en publiant L'Invention de la France, coécrit avec le démographe Hervé Le Bras. Selon Libération, L'Invention de la France est un ouvrage « devenu culte » en ce qui concerne l'analyse des structures de la société française. Dans Après l'empire en 2002, il analyse le déclin économique des États-Unis à un moment où beaucoup les considèrent encore comme une superpuissance incontestée. Son Qui est Charlie ? en 2015, paru quatre mois après les manifestations post-attentats, tente de démontrer que les rassemblements des 10 et 11 janvier étaient une « imposture » pétrie de bons sentiments. Son Où en sont-elles en 2022 affirme que le patriarcat n'a jamais vraiment existé en Occident.

### «Systèmes familiaux»
L'essentiel des travaux d'Emmanuel Todd porte sur l'hypothèse d'une détermination des idéologies, des systèmes politiques ou religieux par les systèmes familiaux. Ces travaux s'appuient d'abord sur les recherches de Frédéric Le Play  et donnent lieu à la publication de trois ouvrages : La Troisième Planète en 1983, L'Enfance du monde en 1984, L'Invention de l'Europe en 1990, qui souligne la grande diversité de l'Europe au sein du continent pour en conclure à l'absence de véritable culture commune.
Selon l'historien Pierre Chaunu, enthousiaste dès 1983, c'est une « bombe » : « Avec une pareille œuvre, Emmanuel Todd va troubler pour longtemps le domaine des sciences humaines. Plus rien ne sera désormais identique »,,. Chaunu « salue une des rares pensées totalement cohérentes et vraiment fécondes de ce temps ». Selon Pierre Chaunu en 1983 sur un plateau de télévision, la démarche intellectuelle de Todd s'apparente à celle des « sciences dures ».
Le démographe Alain Blum écrit à propos de L'Origine des systèmes familiaux : « On sent la fragilité de certains développements, quoiqu'ils soient présentés avec conviction. […] Emmanuel Todd a une ambition qui est devenue trop rare aujourd'hui. […] Se plaindra-t-on qu'un chercheur qui a encore la passion de la connaissance mondiale, des grandes théories qui font réfléchir […] ? ».
Hugues Lagrange écrit au sujet des explications des idéologies politiques par l'anthropologie historique : « Dans La Troisième Planète, une mégalomanie explicative tente de rapporter les faits complexes et mouvants révélés par l'histoire politique contemporaine aux formes les plus sédimentées de l'organisation domestique, court-circuitant souvent l'histoire, la sociologie et la psychologie sociale ; on est en présence d'un matérialisme moniste qui croit pouvoir fonder dans l'organisation domestique les tropismes d'autant plus irrévocables qu'ils sont inconscients. Toute anthropologie politique, et particulièrement celle des sociétés contemporaines, doit abandonner ce déterminisme unilinéaire. ».
En 2021, les prédictions de Todd sur le potentiel de développement économique déterminé par les différents systèmes familiaux sont évaluées sur une base empirique dans un article publié par le Journal of Institutional Economics .L'étude conclue à un résultat mitigé, contredisant certaines assertions de Todd et en rejoignant d'autres.
Ces ouvrages furent accueillis diversement par le monde universitaire. Il leur est reproché parfois de réduire l'analyse à un unique facteur anthropologique,,.

### Décomposition de l'URSS
Emmanuel Todd publie en 1976 La Chute finale, son premier livre. Il y prédit « la décomposition de la sphère soviétique » au moyen d'une approche historique. Puisqu'il était impossible d'obtenir des données fiables provenant d'URSS, ou de visiter ce pays dans des conditions satisfaisantes, Emmanuel Todd voulait analyser ce pays avec des sources très limitées. Il cherchait pour cela à construire un modèle sur la base de quelques données statistiques, surtout démographiques, comme la mortalité infantile, le taux de suicide, et de témoignages et de contes.
L'historien Marc Ferro considère rétrospectivement qu'il s'agit du « succès le plus mémorable de la clairvoyance dans l'analyse critique ». Pour Nicolas Bouzou et Pierre Bentata dans L'Express, s'il avait en effet prédit l'effondrement de l'URSS, c'était pour de mauvaises raisons, pour Florent Georgesco dans Le Monde, c'était avant tout le résultat d'une théorie hasardeuse, qui n'est pas reprise par les historiens, et à propos de laquelle Emmanuel Todd lui-même reviendrait, expliquant différemment les causes de l'effondrement, avec du recul.

### Qui est Charlie?
En mai 2015, Todd publie Qui est Charlie ? Sociologie d'une crise religieuse, ouvrage consacré aux manifestations des 10 et 11 janvier 2015 ayant suivi les attentats commis quelques jours plus tôt. L'ouvrage est traduit en anglais sous le titre Who is Charlie? Xenophobia and the New Middle Class,.
Dans cet ouvrage, l'auteur entend démontrer à partir d'une cartographie des manifestations, « l'hégémonie du bloc MAZ » (c'est-à-dire des classes moyennes, des personnes âgées et des « catholiques zombies ») sur la politique française. Pour Todd, la France géographiquement périphérique, de tradition autoritaire et inégalitaire, a pris le dessus sur la France centrale, libérale et égalitaire, à travers sa conquête du Parti socialiste, ce qui rappelle les tensions de l'affaire Dreyfus et de Vichy entre une France égalitaire et une France inégalitaire. De même, selon Nicolas Truong, « pour l'historien et anthropologue, les valeurs affichées par les manifestants « Je suis Charlie » masquent des comportements foncièrement inégalitaires ».
Le livre est particulièrement controversé, et le Premier ministre Manuel Valls signe dans Le Monde une tribune dénonçant un ouvrage dont les thèses « participent d’un cynisme ambiant, d'un renoncement en règle, d’un abandon en rase campagne de la part d’intellectuels qui ne croient plus en la France » indiquant que « Non, la France du 11 janvier n'est pas une imposture »,. Emmanuel Todd lui répond, comparant son optimisme à « celui du maréchal Pétain et de la révolution nationale ». Dans la même interview il affirme que « soit Manuel Valls n'a pas lu mon livre, soit il est vraiment bête ». Manuel Valls réaffirme par la suite « avoir bien lu [son] livre ».
Le livre est critiqué du point de vue méthodologique. L'erreur écologique, dont il serait coutumier selon l'enseignant chercheur Thierry Joliveau, l'amènerait en effet à conclure à des corrélations individuelles « sur la seule base de corrélations à des niveaux géographiques supérieurs ». Ainsi, selon les sociologues Vincent Tiberj et Nonna Mayer, « que les régions qui ont compté le plus grand nombre de manifestants soient d'anciens bastions du catholicisme ne permet pas de conclure que les catholiques ont été les plus nombreux à manifester ». Cependant, cette affirmation d'Emmanuel Todd qui associerait les « catholiques » aux manifestations n'apparaît pas dans l'ouvrage. En effet, le groupe « catholique zombie » n'est pas constitué de « catholiques » et il est de surcroît associé au « bloc MAZ ». Les approximations de certaines critiques conduisent ainsi Anne Verjus, politiste, chercheuse au CNRS, membre du laboratoire Triangle à Lyon, à rédiger un article en anglais publié par Springer dans lequel, est rappelé que Todd se place dans la tradition d'Émile Durkheim pour qui « le travail sociologique commence à être une science lorsqu'on admet que les êtres humains sont parfois "mus par les forces sociales qui les dépassent" » . Elle déconstruit méthodiquement ces approximations dans une série de trois articles en français.
Le journaliste Daniel Schneidermann dans Arrêt sur images, en mai 2015, souligne les incohérences et contradictions dans les discours et les publications de Todd « fondées sur l'exploitation de cartes démographiques qu'il maitrise à peu près seul dans le pays, et deux doses de n'importe quoi ».
Une tribune de chercheurs dans Le Monde dénonce son « simplisme » et des articles relèvent « une tentative assez inédite de délégitimer, de flétrir et de diffamer le 11 janvier 2015, ce sursaut citoyen et populaire ».
Pour Maurice Szafran dans Challenges, « camouflé derrière son statut « scientifique » de géographe-démographe-historien, il exprime sans fard ni détour le mépris et la honte que lui inspire la "France de Charlie" […]. Le mépris et la honte assénés sans guère d'argumentation ».
Selon l'écrivain Alain Mabanckou, Emmanuel Todd fait preuve dans ce livre d'une conception « à l'américaine », en promouvant l'idée que la satire ne doit pas s'exercer à l'encontre des plus faibles, en l'occurrence ici les musulmans. Le livre génère un débat important dans la presse et les médias et s'écoule à plus de 60 000 exemplaires au 5 juin 2015.

### Où en sont-elles?
En janvier 2022, Emmanuel Todd publie Où en sont-elles ? Une esquisse de l'histoire des femmes. Il y expose l'idée que le féminisme défendrait une vision antagoniste des rapports entre hommes et femmes ;  il y affirme que l'émancipation des femmes est achevée et conteste l'existence du patriarcat en Europe de l'Ouest.
Dans les médias, le livre fait l'objet de critiques diverses, certains l'acclamant, d'autres le jugeant pamplhétaire et polémique, et contestant ses bases et ses méthodes. Dans l'ensemble, il laisse froids les chercheurs qui ne reconnaissent pas à Emmanuel Todd de légitimité sur le sujet.

### La défaite de l'Occident
En janvier 2024, Emmanuel Todd publie un essai, La Défaite de l'Occident, annonçant la victoire de la Russie de Vladimir Poutine face à un Occident désindustrialisé et « nihiliste », affaibli par le déclin du protestantisme. L'essai est accueilli de manière largement négative, voire très critique,, excepté dans les médias d’État russes où il est salué, notamment pour sa convergence de vues avec le Kremlin. De même, l'ouvrage de Todd est l'objet d'une recension favorable de Christopher Caldwell dans une tribune parue au New York Times. 
Les principales critiques portent sur sa méconnaissance du sujet, son ignorance des recherches récentes sur celui-ci, sur la multiplication des erreurs factuelles contenues dans l'essai et sur la reprise de la propagande du Kremlin. Selon plusieurs chercheurs, le raisonnement est l'inverse de la démonstration scientifique : Emmanuel Todd— parfois décrit comme aveuglé par son idéologie — énonce ses conclusions puis établit des corrélations hasardeuses, tire des conclusions erronées, issues de données dont il ne sélectionne que celles qui vont dans le sens de son propos, voire les manipule en ce sens,,,. Olivier Schmitt y décrit de multiples propos « flirtant avec le racisme et l’antisémitisme ».

### Il était une fois la famille
En 2024, Emmanuel Todd réalise avec le dessinateur Terreur Graphique Il était une fois la famille, bande dessinée, qui vulgarise sur un ton humoristique ses travaux sur les systèmes familiaux.

## Prises de position

### Europe

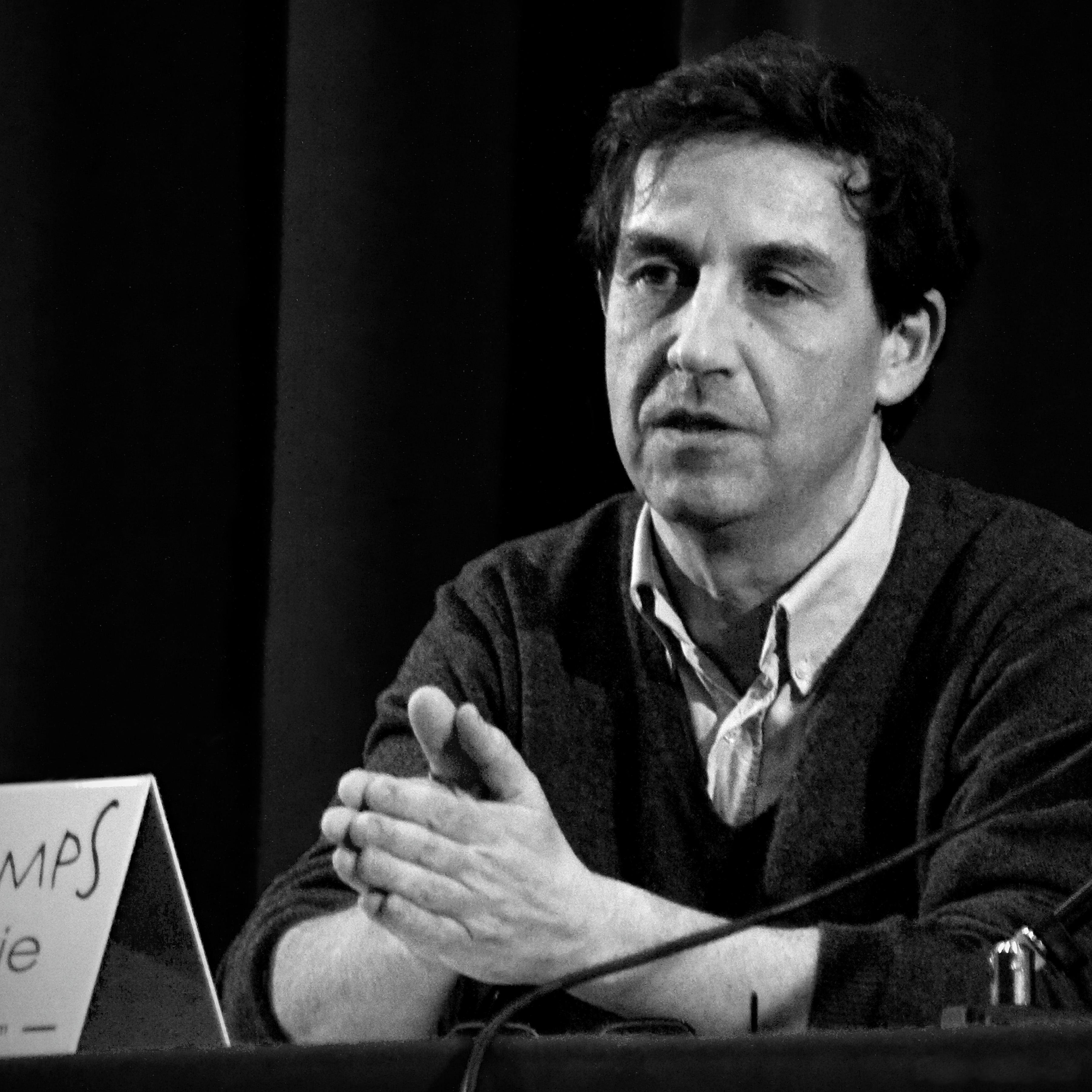
Emmanuel Todd, lors d'une conférence à Montpellier en 2008.

Emmanuel Todd se déclare favorable au « non » au référendum de 1992 sur le traité de Maastricht. Dans une étude postérieure de 2022, intitulée Quel avenir pour la société française ?, la sociologue Monique Hirschhorn indique que selon lui, « la signature en 1992 du traité de Maastricht d’adhésion à l’Union européenne et, quelques années plus tard, la création de l’Euro, a retiré à la France toute capacité d'adaptation en matière d'évolution économique ». Dans le sillage des opposants, il rejoint en 1994 le club Phares et Balises de Jean-Claude Guillebaud et Régis Debray, puis brièvement la Fondation du 2-Mars (ex-« Fondation Marc-Bloch ») en 1999, qu'il quitte sur un désaccord de principe.
Sa position évolue, ainsi en 2005, Todd se déclare-t-il favorable à la constitution européenne.
Début 2011, Emmanuel Todd déclare « Je serais très étonné que l'euro, dans sa forme actuelle, survive à l'année 2011 ». Le journaliste Jean Quatremer lui décerne un « Audiard d'or », pour dénoncer la « bétise » des propos de Todd. Depuis 2012, Emmanuel Todd ne milite plus en faveur de l'option protectionniste européenne, ne croyant plus en la possibilité de sauver l'euro qu'il considère comme irrémédiablement condamné, étant le facteur de divergences croissantes entre les pays de la zone euro. Il souligne que l'Europe serait devenue un système hiérarchique et autoritaire, sous domination allemande. En 2015, Emmanuel Todd est favorable à une sortie de la zone euro et oppose Europe du Nord et Europe du Sud dans le contexte de la crise de la dette publique grecque.
En 2013, Arrêt sur images publie une enquête sur la thèse de la volonté d'hégémonie allemande dénoncée par Todd. Cette thèse est invalidée par des universitaires. Pour l'historien Jakob Vogel « Les théories de Todd semblent loin de tout, ne prennent pas en compte les changements, les évolutions. Même s'il cherche appui sur les sciences, tout ce qu'il dit est là pour consolider les préjugés. C'est le fond de sa pensée, mais comme il est instruit, il donne à tout cela un vernis scientifique. La notion de « l'âme éternelle des Allemands» est grotesque ». La même année, Jean Quatremer dénonce le « racisme antiallemand » d'Emmanuel Todd après des propos germanophobes tenus lors de l'émission Ce soir ou jamais, sur France 2. Pour Quatremer, Todd s'est livré à « un numéro pathétique de haine nationaliste recuite dans le passé (son discours rappelle celui des nationalistes français entre 1870 et 1940 » et il considère que ses propos devraient être interdits d'antenne.

### Élections
En 2017, en vue du second tour qui oppose Emmanuel Macron à Marine Le Pen, il déclare qu'il s'abstiendra,. Lors des élections législatives de 2024, il déclare qu'il votera pour le Nouveau Front populaire.

### Conspirationnisme
Emmanuel Todd tient des propos jugés conspirationnistes, selon Conspiracy Watch notamment en 2012 à propos de la crise économique. Selon le site, il « accrédite une vision conspirationniste de la crise financière, présentée comme une étape d'un plan concerté visant à renverser la démocratie ». Il relaie également la thèse d'« agents provocateurs » qui seraient utilisés par le pouvoir pour discréditer les mouvements sociaux,,,. Alain Guillemolles pour La Croix note également son recours à des références conspirationnistes.

### Russie
Dans le contexte de la guerre russo-ukrainienne, Emmanuel Todd exprime depuis 2014 des positions jugées pro-russes. Gaïdz Minassian dans un article du Monde, consacré aux « réseaux français de Poutine », pour lesquels , la Russie représente un pôle de stabilité dans un monde en plein chaos, le place alors parmi les défenseurs de « l'hégémonie de Moscou par antiaméricanisme ». L'Express classe également Emmanuel Todd parmi les tenants d'un discours pro-russes par obsession anti-américaine.
L'analyse de Todd des événements russo-ukrainiens fait aussi l'objet de critiques de spécialistes du monde russe.
En 2017, l'historien et démographe Alain Blum estime que l’analyse démonstrative de Todd disparaît au fil de ses œuvres au profit d’explications destinées à étayer ses opinions pour la Russie de Poutine, qu'il admire.
Dans une interview donnée à France Culture en 2018, Emmanuel Todd évoque ses contacts avec l’ambassade russe à Paris, où il se rend alors régulièrement à déjeuner,.
Dans un recueil d'entretiens paru en 2022 au Japon sous le titre La Troisième Guerre mondiale a commencé, il défend l'idée selon laquelle l'Ukraine, appuyée par une politique agressive de l'OTAN, aurait elle-même provoqué l'invasion russe, laquelle serait dès lors une guerre défensive. Anna Colin Lebedev, politologue et spécialiste française des sociétés postsoviétiques, critique alors l'analyse de Todd sur ces événements, « proche du récit russe et fondée sur une série de contrevérités ».
Son livre suivant, La Défaite de l'Occident, paru en 2024, fait l'objet de louanges dans les médias d’État russes et de vives controverses dans les médias français et parmi les spécialistes du sujet, aussi bien pour son absence de sources que pour ses erreurs factuelles,,,,,. Aux États-Unis,  Krzysztof Tyszka-Drozdowski dans le journal American Affairs, relevant ces critiques pro-russes, dit ne pas bouder son plaisir à la lecture de ces prises de position à contre-courant du discours dominant, tandis que John A. Agnew dans la revue de l'American Association of Geographers salue une analyse dont il apprécie qu'elle soit fondée sur le rôle jugé nocif du multiculturalisme.

## Publications

### Ouvrages
- Emmanuel Todd, La Chute finale : Essai sur la décomposition de la sphère soviétique, Éditions Robert Laffont, coll. « Libertés 2000 », décembre 1976 (ISBN 2221103270, OCLC 3205019)[112]. Réédition revue et augmentée en avril 1990, Paris, Éditions Robert Laffont  (ISBN 978-2221068434) puis une nouvelle édition en juin 2004, Paris,Éditions Robert Laffont  (ISBN 978-2221103272). Traduit en espagnol, portugais, néerlandais, italien et anglais sous le titre The Final Fall: An Essay on the Decomposition of the Soviet Sphere[113].

- Emmanuel Todd, Le Fou et le Prolétaire, Paris, Éditions Robert Laffont, coll. « Libertés 2000 », 1979 (ISBN 978-2221002018, présentation en ligne). Réédition revue et augmentée en poche en 1980, Paris, Le Livre de Poche, coll. « Pluriel »  (ISBN 978-2253024392)[114].

- Emmanuel Todd et Hervé Le Bras, L'Invention de la France: Atlas anthropologique et politique, Paris, Éditions Hachette, coll. « Pluriel », 1981 (ISBN 978-2253027911, présentation en ligne) (Prix Georges Hachette, 1983[115].) Réédition en poche en janvier 1992, Paris, Éditions Hachette, coll. « Pluriel inédit »  (ISBN 978-2010093548). Nouvelle édition revue et augmentée en février 2012, Paris, Gallimard, coll. « NRF Essais »  (ISBN 978-2070136438)[116],[117],[118],[119],[120],[121].

- Emmanuel Todd, La Troisième Planète : Structures familiales et systèmes idéologiques, Paris, Éditions du Seuil, coll. « Empreintes », janvier 1983 (ISBN 978-2020063418, présentation en ligne). Traduit en en italien et en anglais sous le titre : The explanation of ideology : family structures and social systems[122],[51],[123].

- Emmanuel Todd, L'Enfance du monde : Structures familiales et développement, Paris, Éditions du Seuil, coll. « Empreintes », septembre 1984 (ISBN 978-2020069342, présentation en ligne)[124]. Traduit en anglais sous le titre The causes of progress : culture, authority, and change[125],[126],[127],[128],[129],[130].

- Emmanuel Todd, La Nouvelle France, Paris, Éditions du Seuil, coll. « « L'Histoire immédiate » », avril 1988 (ISBN 978-2020100908). Nouvelle édition mise à jour en poche en avril 1990, Paris, Éditions du Seuil, coll. « Points Politique »  (ISBN 978-2020121088). traduit en anglais[131],[132].

- Emmanuel Todd, L'Invention de l'Europe, Paris, Éditions du Seuil, coll. « L'Histoire immédiate », avril 1990 (ISBN 978-2020115728, présentation en ligne). Réédition en poche en octobre 1995, Paris, Éditions du Seuil, coll. « Points Essais », 704 pp.  (ISBN 978-2757854167) avec une préface inédite. Traduit en japonais, espagnol et roumain[133],[134].

- Emmanuel Todd, Le Destin des immigrés : Assimilation et ségrégation dans les démocraties occidentales, Paris, Éditions du Seuil, coll. « L'Histoire immédiate », octobre 1994 (ISBN 978-2020173049, présentation en ligne). Réédition en poche en avril 1997, Paris, Éditions du Seuil, coll. « Points Essais »,  (ISBN 978-2020314503). Traduit en allemand[135],[136], Prix de l'Assemblée nationale 1995.

- Emmanuel Todd, L'Illusion économique : Essai sur la stagnation des sociétés développées, Paris, Gallimard, janvier 1998 (ISBN 978-2070748853, présentation en ligne). Réédition en poche en août 1999, Paris, Gallimard, coll. « Folio actuel »  (ISBN 978-2070410583). Traduit en allemand, italien et espagnol[137],[138],[139].

- Emmanuel Todd, La Diversité du monde : Structures familiales et modernité, Paris, Éditions du Seuil, coll. « L'Histoire immédiate », mars 1999 (ISBN 978-2-02-019466-2, présentation en ligne). Réédition en poche sous le titre un peu modifié La Diversité du monde : Structures familiales et modernité, Paris, Éditions du Seuil, coll. « Points Essais », avril 2017  (ISBN 978-2-7578-6312-1).

- Emmanuel Todd, Après l'empire : Essai sur la décomposition du système américain, Paris, Gallimard, septembre 2002 (ISBN 978-2070767106, OCLC 300405282, présentation en ligne)[140]. Réédition en poche, Paris, Gallimard, coll. « Folio actuel »  (ISBN 978-2070313006). Traduit en allemand, espagnol, italien, persan, polonais, suédois, turc, anglais sous le titre After the Empire: The Breakdown of the American Order[141],[142],[143],[144].

- Emmanuel Todd et Youssef Courbage, Le Rendez-vous des civilisations, Paris, Le Seuil, coll. « La République des idées », septembre 2007 (ISBN 978-2020925976, OCLC 191869179, présentation en ligne), traduit en anglais sous le titre A Convergence of Civilizations: The Transformation of Muslim Societies around the World[145],[146]. Traduit en allemand, espagnol, italien, polonais et anglais sous le titre A Convergence of Civilizations: The Transformation of Muslim Societies around the World[147],[148].

- Emmanuel Todd, Après la démocratie, Paris, Gallimard, novembre 2008 (ISBN 978-2070786831, présentation en ligne). Réédition en poche en octobre 2010, Paris, Gallimard, coll. « Folio actuel »  (ISBN 978-2070341535). traduit en espagnol.

- Emmanuel Todd, Allah n'y est pour rien !, Paris, Le Publieur, coll. « Loubiana : arretsurimages.net », juin 2011, 89 p. (OCLC 762876838). (Retranscription d'une émission publiée sur le site d'Arrêt sur images le 4 mars 2011[149]). Traduit en allemand.

- Emmanuel Todd, L'Origine des systèmes familiaux : Tome 1 : L'Eurasie, Paris, Gallimard, août 2011 (ISBN 9782070758425, OCLC 780279675, présentation en ligne). Prix Paul-Michel Perret 2012 de l'Académie des Sciences Morales et Politiques., ouvrage traduit en anglais[150],[151].

- Emmanuel Todd et Hervé Le Bras, Le Mystère français, Paris, Le Seuil, coll. « La République des idées », mars 2013 (ISBN 978-2021102161, présentation en ligne). Réédition en poche en octobre 2015, Paris, Points (Éditions du Seuil), coll. « Essais »,  (ISBN 978-2757855409)[152].

- Emmanuel Todd, Qui est Charlie ? : Sociologie d'une crise religieuse, Paris, Éditions du Seuil, mai 2015 (ISBN 978-2021279092, OCLC 910667465, présentation en ligne). Réédition en poche, Paris, Éditions du Seuil, coll. « Points Essais »,  (ISBN 978-2757859575). traduit en anglais, allemand et néerlandais.

- Emmanuel Todd, Où en sommes-nous ? Une esquisse de l'histoire humaine, Paris, Le Seuil, coll. « Sciences humaines », août 2017 (ISBN 9782021319002, OCLC 1010427819, présentation en ligne). Réédition en poche, Paris, Éditions du Seuil, coll. « Points Essais », 624 pp (EAN 978-2757874110). Traduit en allemand, portugais, italien et anglais sous le titre Lineages of Modernity: A History of Humanity from the Stone Age to Homo Americanus.

- Emmanuel Todd, Les Luttes de classes en France au XXIe siècle (avec Baptiste Touverey comme collaborateur), Paris, Seuil, coll. « Sciences humaines », janvier 2020 (ISBN 978-2021426823, OCLC 1500739682, présentation en ligne). Réédition en poche, Paris, Seuil, coll. « Points Essais », 480 pp. (ISBN 978-2757891124)[153],[85].

- Emmanuel Todd, Éloge de l'empirisme - Dialogue sur l'épistémologie des sciences sociales (dialogue avec Marc Joly), Paris, CNRS Éditions, juin 2020 (ISBN 978-2271133410, OCLC 1176174849, présentation en ligne)[36].

- Emmanuel Todd, Où en sont-elles ? : Une esquisse de l'histoire des femmes, Paris, Seuil, janvier 2022 (ISBN 9782021406474, OCLC 1292940457)[154].

- Emmanuel Todd, La Défaite de l'Occident, Paris, Gallimard, janvier 2024 (ISBN 978-2073041135, présentation en ligne), traduit en vingt-deux langues[155],[111],[100],[42],[56],[156],[157],[158].

- Emmanuel Todd, Il était une fois la famille : Systèmes familiaux et Idéologie, (Bande dessinée avec Terreur Graphique), Casterman, 2024 (ISBN 978-2-203-24855-7, présentation en ligne).

### Articles
- « Mobilité géographique et cycle de vie en Artois et en Toscane au XVIIIe siècle », Annales. Economies, sociétés, civilisation, vol. 30, no 4,‎ 1975, p. 726–744 (DOI 10.3406/ahess.1975.293642, lire en ligne).

- « La vie intellectuelle française, du Néant à l'Être », Le Débat, vol. 4, no 4,‎ 1980, p. 84-88 (lire en ligne).

- « Une hypothèse sur l'origine du système familial communautaire avec Laurent Sagart » (trad. Hypothesis on the Origins of the Communal Family System), Diogène, no 160,‎ octobre-décembre 1992, p. 145-175 (DOI 10.1177/039219219204016009, lire en ligne).

- « Malaise français, malaise ouvrier ? Sur le malaise français (dans le dossier « Drame ou psychodrame ? Sur le malaise français) », Le Débat, vol. 3, no 70,‎ mai-août 1992, p. 194-198 (lire en ligne), (ISBN 2070726789).

- Emmanuel Todd, « Aux origines du malaise politique français. Les classes sociales et leur représentation (dans le dossier « La France de Mitterrand, la France après Mitterrand » », Le Débat, vol. 1, no 83,‎ janvier-février 1995 (lire en ligne),  (ISBN 2070740641).

- « Impérialisme ou isolement ? (dans le dossier « Droit romain, common law : quel droit mondial ? ») », Le Débat, vol. 3, no 115,‎ mai-août 2001, p. 69-71 (DOI 10.3917/deba.115.0069, lire en ligne),  (ISBN 2070761746).

- « Les États-Unis, l'Europe et le capitalisme », Le Débat, vol. 123, no 1,‎ 2003, p. 66-69 (DOI 10.3917/deba.123.0066, lire en ligne).

- « Le retour des élites », Sciences Humaines, vol. 204, no. 5, 2009, p. 26.

- Participation à l'ouvrage collectif De quoi l'avenir intellectuel sera-t-il fait ? Enquêtes 1980, 2010 avec un retour sur l'article écrit 30 ans plus tôt, Gallimard, coll. « Le Débat », mai 2010  (ISBN 978-2-07-012955-3).

- « La guerre économique contre la guerre tout court », Le Débat dans le dossier « Où mène la crise ? », vol. 5, no 62,‎ novembre-décembre 2010, p. 189-191 (DOI 10.3917/deba.162.0189, lire en ligne) (ISBN 978-2-07-013199-0).

## Prix
- Prix de l'Assemblée nationale 1995 pour Le Destin des immigrés[159].
- Prix Paul-Michel-Perret 2012 de l'Académie des sciences morales et politiques pour L'Origine des systèmes familiaux, tome 1 : L'Eurasie[160].

### Articles Connexes
- Histoire des mentalités
- Empirisme
- Anomie
- Max Weber
- Émile Durkheim
- Friedrich List
- Famille nucléaire
- Première vague féministe
- Deuxième vague féministe
- Troisième vague féministe